# Стевения левкойная
Стеве́ния левко́йная, или Стевения левкоевидная (лат. Stevénia cheiranthóides) — многолетнее травянистое растение, вид рода Стевения семейства Капустные или Крестоцветные (Brassicaceae).

## Ботаническое описание

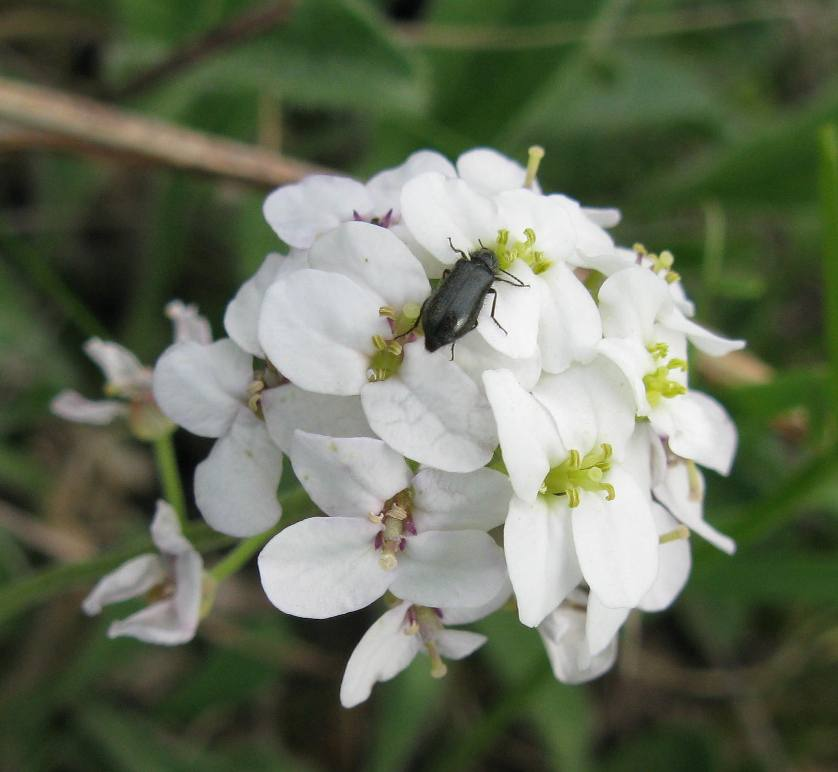
Общий вид цветущих растений. Заповедник Столбы. Красноярский край

Стевения левкойная — изящное растение высотой до 30см ,с коротким корневищем и стержневыми  корнями 2—3 мм диам. Стебли с розеткой листьев у основания, одиночные или несколько (около шести), прямые, неветвящиеся, образуют рыхлые куртинки.
Листья тусклые, бледновато-зеленые, овальные, вытянутые, сидячие, линейно-продолговатые, цельнокрайные, сизые, при основании суженые. Прикорневые листья собраны розеткой.
Цветки белые, розовые  или пурпурные, собраны в кисти. Рыльце головчатое, простое или слегка выямчатое, неясно двулопастное. Все  тычинки свободные. Завязь и плодолистики сидят прямо на цветоложе. Стручок на верхушке без носика с обыкновенным коротким столбиком, нечленистый, раскрывается вдоль двумя створками.
Плод — стручок,(1)24(8)—семяный, семена коричневые.

## География
Вид имеет среднеазиатско-южносибирский ареал. Отмечен в Кемеровской области, Алтайском крае, Республике Алтай, Хакасии, на юге Красноярского края, в Туве. Иркутской и Читинской областях, в Бурятии, на Дальнем Востоке. За пределами России встречается в Казахстане и Северной Монголии.

## Экология
Стевения левкойная характерное растение степных каменистых склонов, скал, осыпей, песков, разреженных сосновых боров, солонцеватых степей (Рыбинская, 1994). Цветёт с конца апреля до сентября. Опыляется насекомыми.

## Охранный статус
Внесена в Красную книгу Еврейской автономной области.